# Freycinetia distigmata
Freycinetia distigmata är en enhjärtbladig växtart som beskrevs av Benjamin Clemens Masterman Stone. Freycinetia distigmata ingår i släktet Freycinetia och familjen Pandanaceae.
Artens utbredningsområde är Sumatera. Inga underarter finns listade.